# Culture émotionnelle
Le terme culture émotionnelle ou alphabétisation émotionnelle (Emotional literacy en anglais) est souvent utilisé en parallèle, et parfois de manière interchangeable, avec le terme intelligence émotionnelle. Cependant, il existe des différences importantes entre les deux. La culture émotionnelle a été notée dans le cadre d'un projet plaidant pour une éducation humaniste au début des années 1970.

## Définition
Le terme est utilisé largement par Claude Steiner (1997) qui écrit :
"La culture émotionnelle consiste en 'la capacité de comprendre vos émotions, la capacité d'écouter les autres et d'empathiser avec leurs émotions, et la capacité d'exprimer les émotions de manière productive. Être alphabétisé émotionnellement signifie être capable de gérer les émotions de manière à améliorer votre pouvoir personnel et à améliorer la qualité de vie autour de vous. La culture émotionnelle améliore les relations, crée des possibilités d'amour entre les personnes, rend le travail coopératif possible et facilite le sentiment de communauté":11
Steiner divise La culture émotionnelle en cinq parties :

1. Connaître ses sentiments.
2. Avoir un sens de l'empathie.
3. Apprendre à gérer ses émotions.
4. Réparer ses problèmes émotionnels.
5. Mettre tout ensemble : interactivité émotionnelle.

Ayant ses racines dans le counseling, c'est une définition sociale qui a des interactions entre personnes à son cœur. Selon Steiner, La culture émotionnelle consiste à comprendre vos sentiments et ceux des autres pour faciliter les relations, y compris l'utilisation du dialogue et du contrôle de soi pour éviter les arguments négatifs. La capacité à être conscient et à lire les sentiments des autres permet d'interagir efficacement avec eux afin que les situations émotionnelles puissantes puissent être gérées de manière habile. Steiner appelle cela "interactivité émotionnelle". Le modèle d'culture émotionnelle de Steiner est donc principalement axé sur la gestion constructive des difficultés émotionnelles que nous rencontrons pour construire un avenir solide. Il croit que le pouvoir personnel peut être augmenté et les relations transformées. L'accent est mis sur l'individu, et en tant que tel encourage à regarder vers l'intérieur plutôt que vers le cadre social dans lequel un individu opère.

## Contexte culturel
Matthews (2006) argue contre le concept d'intelligence émotionnelle' et pour une définition développée de culture émotionnelle. Son point de départ est que toutes les interactions sociales et émotionnelles ont lieu dans un contexte culturel et que généralement toutes les émotions sont ressenties à cause des interactions avec d'autres personnes.
Il argue qu'un groupe peut, par exemple, contenir des hommes et des femmes et des personnes de diverses ethnies. On pourrait juger La culture émotionnelle d'une personne en observant ce qu'elle apporte à la situation, la manière dont elle interagit et le degré auquel elle fait preuve d'empathie, et, la reconnaissance du "soi" et des "autres". La manière dont on peut évaluer de manière fiable La culture émotionnelle d'une personne est de la voir interagir dans un groupe et de voir comment elle se comporte envers d'autres personnes de différents genres, sexualités et classes sociales. Ainsi, il a peu de sens de parler de La culture émotionnelle d'une personne comme si elle était séparée de tels facteurs – quelqu'un peut être capable d'empathiser avec des personnes de son propre sexe, mais pas avec différentes sexualités ou religions. De plus, on peut penser qu'ils peuvent empathiser avec l'autre sexe ou une autre religion, mais l'autre personne peut ne pas être d'accord avec eux. En effet, les avis des autres personnes sont essentiels pour décider de tels facteurs. Il y a toujours un contexte social et dans tout contexte, des différentiels de pouvoir opèrent. Tout type de test papier et crayon ne donnera accès qu'à ce qu'une personne pense, et non à l'avis important de comment les autres pensent. Par exemple, de nombreux hommes (et femmes) diraient qu'ils ne sont pas sexistes, mais une personne du sexe opposé peut ne pas être d'accord. Une personne ne peut pas dire à quel point elle, disons, empathise, seuls d'autres personnes leur disent si elles le sont. Un manager peut penser qu'ils sont confiants, ouverts et amicaux, mais d'autres les trouvent agressifs et intimidation.
Ainsi, selon Matthews, La culture émotionnelle est un processus social qui a lieu dans un cadre social, est quelque chose qui n'est jamais vraiment atteint et doit être vu en conjonction avec les autres. Cela indique que les composants clés de La culture émotionnelle, qui est un processus continu, qui inclut le dialogue, l'acceptation de l'ambiguïté et la capacité de réflexion. Des jugements sont portés sur La culture émotionnelle individuelle-en-groupe d'une personne. Il argue :
"La culture émotionnelle implique des facteurs tels que les gens comprennent leurs propres états émotionnels et ceux des autres ; apprendre à gérer leurs émotions et à empathiser avec les autres. Cela inclut également la reconnaissance que La culture émotionnelle est à la fois un développement individuel et une activité collective et concerne à la fois le développement personnel et la construction de la communauté afin que le propre sentiment de bien-être émotionnel de chacun grandisse avec celui des autres, et non à leurs dépens. La culture émotionnelle implique des connexions entre les personnes et de travailler avec leurs différences et similitudes tout en étant capable de gérer l'ambiguïté et la contradiction. C'est un processus dynamique à travers lequel l'individu se développe émotionnellement et implique la culture et l'autonomisation. Par exemple, cela comprend la compréhension de la manière dont la nature de la classe sociale, de la 'race' et du genre (sexisme et homophobie) influent sur les états émotionnels des gens pour mener à une compréhension de la manière dont la société pourrait changer. Ainsi, cela intègre une compréhension des échanges de pouvoir entre les gens et un défi des différentiels de pouvoir."
Sur ce point de vue, La culture émotionnelle est développée pour aider les gens à se comprendre eux-mêmes, les autres et les connexions de pouvoir entre eux. Matthews lie La culture émotionnelle à l'égalité et à la justice sociale. La culture émotionnelle n'est pas seulement pour être "gentil", mais aussi pour savoir quand défendre les points de vue et se battre pour une cause. Il ne s'agit pas de plus de contrôle sur les gens, mais de moins. Comme McIntosh et Style l'argumentent, les écoles sont toujours impliquées dans les relations sociales, émotionnelles et de pouvoir, mais "les relations de pouvoir sont un sujet tabou dans l'enseignement primaire et secondaire et dans la culture majoritaire des États-Unis. Les relations de pouvoir sont donc peu comprises systémiquement. Les élèves, cependant, apprennent le pouvoir en regardant, en imitant, en évitant ce qu'ils craignent".

## Dans l'éducation
En général, la plupart des critiques des cours visant à promouvoir le développement émotionnel des élèves ont été dirigées contre ceux qui développent l'intelligence émotionnelle. Par exemple, il y a les cours développés aux États-Unis et en Grande-Bretagne,,. Les critiques de ces cours incluent que :
1. Les cours sur l'intelligence/La culture émotionnelle peuvent conduire à plus de contrôle sur les élèves avec eux étant plus définis dans leur comportement[9],[10].
2. L'évaluation de l'intelligence/La culture émotionnelle peut conduire à ce que les élèves soient étiquetés comme inadéquats.
3. Les cours sur l'intelligence émotionnelle peuvent localiser les problèmes chez l'individu qui sont également une fonction de la manière dont la société est organisée.
4. Lorsque les cours sont enseignés, on suppose souvent que les élèves sont émotionnellement prêts à gérer ce qui est au programme, alors qu'ils peuvent ne pas l'être.
5. Le programme entier d'enseignement du développement émotionnel peut conduire à ce que les élèves soient vus comme déficients dans le contrôle émotionnel et ainsi peuvent déprimer leur potentiel à avoir foi en des objectifs futurs[11]
6. Les cours sur l'intelligence émotionnelle ont des aspects moraux et éthiques qui ne sont pas rendus explicites[12].

Matthews a essayé d'éviter certaines des difficultés. Par exemple, ses stratégies pour la salle de classe signifient que les élèves ne se développent que quand, et dans quelles zones, ils sont capables. Le développement émotionnel entre les genres a été l'objet de recherches,, avec une petite référence à 'race'. Mais ces stratégies sont limitées et ne répondent pas pleinement aux critiques.

## Critique
L'intelligence émotionnelle est souvent présentée comme la clé absolue du succès dans tous les domaines de la vie : à l'école, au travail et dans les relations. Cependant, selon J. Mayer, l'EI est probablement responsable de seulement 1 à 10% (d'autres disent 2 à 25%) des schémas et des résultats les plus importants de la vie. La seule position sur laquelle les concepts populaires et scientifiques de l'intelligence émotionnelle sont d'accord est que : l'intelligence émotionnelle élargit les idées sur ce que signifie être intelligent.
D'un autre côté, tous les modèles d'culture émotionnelle ont été critiqués pour l'ajout plutôt arbitraire de composants à ceux-ci. Bien qu'il ne fasse aucun doute que tous ces composants affectent le succès d'une personne dans la vie et surtout dans sa carrière, pour présenter cela comme une théorie scientifique nécessite l'établissement d'un principe clair sur la base duquel le concept d'culture émotionnelle peut être structuré, et sans ce principe, le concept devient juste un ensemble arbitraire de facteurs affectant la vie d'une personne,.
Beaucoup de critiques personnelles ont été adressées à Daniel Goleman, qui depuis la sortie de son premier livre a été accusé de manquer d'une approche scientifique systématique, de ne pas citer de sources lorsqu'il emprunte et de sur-commercialiser le concept d'intelligence émotionnelle.